# Hermann Weiß (Historiker)
Hermann Weiß (* 29. Februar 1932 in Gunzenhausen; † 11. Oktober 2015 in Gröbenzell) war ein deutscher Historiker mit dem Forschungsschwerpunkt Nationalsozialismus.
Hermann Weiß studierte Germanistik, Geschichte und Anglistik an den Universitäten München und Tübingen. Von 1961 bis 1997 war er Mitarbeiter am Institut für Zeitgeschichte (IfZ) in München, ab 1972 auch stellvertretender Archivleiter. 1979/80 leitete er kommissarisch das Archiv des IfZ. 

Hauptgebiet seiner Arbeit war die Zeit des Nationalsozialismus sowie die Zeitgeschichte. Zusammen mit Wolfgang Benz und Hermann Graml war er Herausgeber des Standardwerkes Enzyklopädie des Nationalsozialismus. Des Weiteren war er Herausgeber des Werkes Biographisches Lexikon zum Dritten Reich.

## Schriften (Auswahl)
Bearbeitungen
- Robert S. Wistrich: Wer war wer im Dritten Reich. Anhänger, Mitläufer, Gegner aus Politik, Wirtschaft, Militär, Kunst und Wissenschaft. Harnack, München 1983, ISBN 3-88966-004-5 (von Hermann Weiß überarbeitete und erweiterte deutsche Ausgabe von Who’s who in Nazi Germany. Weidenfeld and Nicolson, London 1982); zuletzt 1993.
- mit Heinz Boberach und Rolf Thommes: Ämter, Abkürzungen, Aktionen des NS-Staates. Handbuch für die Benutzung von Quellen der nationalsozialistischen Zeit. Amtsbezeichnungen, Ränge und Verwaltungsgliederungen, Abkürzungen und nichtmilitärische Tarnbezeichnungen. Im Auftrag des Instituts für Zeitgeschichte. Saur, München 1997, ISBN 3-598-11271-8.

Herausgeberschaften
- mit Paul Hoser: Die Deutschnationalen und die Zerstörung der Weimarer Republik. Aus dem Tagebuch von Reinhold Quaatz 1928–1933 (= Schriftenreihe der Vierteljahrshefte für Zeitgeschichte. Band 59). Oldenbourg, München 1989, ISBN 3-486-64559-5.
- mit Wolfgang Benz und Hermann Graml: Enzyklopädie des Nationalsozialismus. Klett-Cotta, Stuttgart 1997; 5. Auflage 2007, ISBN 978-3-423-34408-1.
- Biographisches Lexikon zum Dritten Reich. S. Fischer, Frankfurt am Main 1998, ISBN 3-10-091052-4 (hervorgegangen aus Wer war wer im Dritten Reich, s. o.).

Aufsätze
- Die Aufzeichnungen Hermann Görings im Institut für Zeitgeschichte. In: Vierteljahrshefte für Zeitgeschichte. Bd. 31 (1983), S. 365–368 (PDF).
- Le fonti sulla storia del collaborazionismo nell’Institut für Zeitgeschichte di Monaco. In: Luigi Cajani, Brunello Mantelli (Hrsg.): Una certa Europa. Il collaborazionismo con le potenze dell’Asse 1939–1945. Le fonti. Fondazione Luigi Micheletti, Brescia 1994, S. 89–116.